# Bôcherpriset
Bôcherpriset är ett pris inom matematiken instiftat 1923 till minne av den amerikanske matematikern Maxime Bôcher. Priset utdelas av American Mathematical Society vart tredje år (tidigare vart femte år). Den som nomineras till priset skall under de tre föregående åren ha publicerat minst en artikel i ämnet analys i någon ansedd nordamerikansk fackvetenskaplig tidskrift. Reglerna ändrades senast 1993.

## Pristagare
- 1923 – George David Birkhoff
- 1924 – Eric Temple Bell, Solomon Lefschetz
- 1928 – James Alexander
- 1933 – Marston Morse, Norbert Wiener
- 1938 – John von Neumann
- 1943 – Jesse Douglas
- 1948 – Albert C. Schaeffer,  Donald Spencer
- 1953 – Norman Levinson
- 1959 – Louis Nirenberg
- 1964 – Paul J. Cohen
- 1969 – Isadore Singer
- 1974 – Donald Samuel Ornstein
- 1979 – Alberto P. Calderón
- 1984 – Luis Caffarelli, Richard Melrose
- 1989 – Richard Melvin Schoen
- 1994 – Leon Simon
- 1999 – Demetrios Christodoulo, Sergiu Klainerman, Thomas Wolff
- 2002 – Daniel Tataru, Terence Tao, Fanghua Lin
- 2005 – Frank Merle
- 2008 – Alberto Bressan, Charles Fefferman, Carlos Kenig
- 2011 – Gunther Uhlmann, Assaf Naor
- 2014 – Simon Brendle
- 2017 – András Vasy
- 2020 – Camillo De Lellis, Lawrence Guth, Laure Saint-Raymond

## Källa
- Bôcher Memorial Prize